# 41E busz (Budapest)
A budapesti 41E jelzésű autóbusz a Kosztolányi Dezső tér és az Őrmezői lakótelep (Neszmélyi út) között közlekedett. A vonalat a Budapesti Közlekedési Vállalat üzemeltette.

## Története
1975. március 17-én 141E jelzéssel indult új expresszjárat a Kosztolányi Dezső tér és az Őrmezői lakótelep között. A két végállomás között nem állt meg egyik megállóban sem. A járat 1977. január 3-án a 41E jelzést kapta. 1978. október 9-étől 1979. április 27-éig a Budaörsi úti aluljáró építése miatt a Lapu utcánál fordult vissza, megállóhelye nem maradt ki. 1981. március 31-étől a lakótelep megkerülésével járt, a lakótelep bejáratánál új megállókat kapott, végállomása pedig a Menyecske utca és a Kérő utca sarkához került át. A Kosztolányi Dezső tér felé a Boldizsár utcán keresztül indult vissza. 1982-ben a lakótelepi körüljárási iránya megváltozott, végállomása a Neszmélyi út lett. 1990. szeptember 1-jétől 41-es jelzéssel közlekedett tovább.

## Útvonala
| Őrmezői lakótelep (Neszmélyi út) felé | Kosztolányi Dezső tér felé |
| --- | --- |
| Kosztolányi Dezső tér vá. – Bocskai út – Szirmai István utca – Ajnácskő utca – Budaörsi út – aluljáró – Menyecske utca – Őrmezői lakótelep (Neszmélyi út) vá. | Őrmezői lakótelep (Neszmélyi út) vá. – Menyecske utca – Neszmélyi út – Balatoni út – Budaörsi út – Ajnácskő utca – Szirmai István utca – Bocskai út – Kosztolányi Dezső tér vá. |

## Megállóhelyei
| 141E (Kosztolányi Dezső tér – Őrmezői lakótelep)               | 141E (Kosztolányi Dezső tér – Őrmezői lakótelep)               | 141E (Kosztolányi Dezső tér – Őrmezői lakótelep)               | 141E (Kosztolányi Dezső tér – Őrmezői lakótelep)               | 141E (Kosztolányi Dezső tér – Őrmezői lakótelep)               | 141E (Kosztolányi Dezső tér – Őrmezői lakótelep)                      | 141E (Kosztolányi Dezső tér – Őrmezői lakótelep)                                      | 141E (Kosztolányi Dezső tér – Őrmezői lakótelep)               |
| 41E (Kosztolányi Dezső tér – Őrmezői lakótelep (Neszmélyi út)) | 41E (Kosztolányi Dezső tér – Őrmezői lakótelep (Neszmélyi út)) | 41E (Kosztolányi Dezső tér – Őrmezői lakótelep (Neszmélyi út)) | 41E (Kosztolányi Dezső tér – Őrmezői lakótelep (Neszmélyi út)) | 41E (Kosztolányi Dezső tér – Őrmezői lakótelep (Neszmélyi út)) | 41E (Kosztolányi Dezső tér – Őrmezői lakótelep (Neszmélyi út))        | 41E (Kosztolányi Dezső tér – Őrmezői lakótelep (Neszmélyi út))                        | 41E (Kosztolányi Dezső tér – Őrmezői lakótelep (Neszmélyi út)) |
| Perc (↓)                                                       | Perc (↓)                                                       | Megállóhely                                                    | Perc (↑)                                                       | Perc (↑)                                                       | Átszállási kapcsolatok                                                | Átszállási kapcsolatok                                                                |                                                                |
| 1976                                                           | 1990                                                           | Megállóhely                                                    | 1976                                                           | 1990                                                           | a 141E megszűnésekor (1976)                                           | a 41E megszűnésekor (1990)                                                            |                                                                |
| -------------------------------------------------------------- | -------------------------------------------------------------- | -------------------------------------------------------------- | -------------------------------------------------------------- | -------------------------------------------------------------- | --------------------------------------------------------------------- | ------------------------------------------------------------------------------------- | -------------------------------------------------------------- |
| 0                                                              | 0                                                              | Kosztolányi Dezső tér 41E és 141E végállomás                   | 9                                                              | 10                                                             | 19, 49 1, 7A, 7C, 12, 14, 14Y, 41, 53, 72, 86, 87, 87A, 87B, 107, 186 | 1, 1, 7, 7A, 7, 12, 14, 40, 41, 53, 72, 86, 86, 87, 87A, 87B, 114, 153, 172, R 19, 49 |                                                                |
| 9                                                              | ∫                                                              | Őrmezői lakótelep 141E végállomás                              | 0                                                              | ∫                                                              | 41                                                                    | Nem érintette                                                                         |                                                                |
| ∫                                                              | 8                                                              | Menyecske utca                                                 | ∫                                                              | ∫                                                              | Nem érintette                                                         | 41, 172                                                                               |                                                                |
| ∫                                                              | ∫                                                              | Balatoni út                                                    | ∫                                                              | 1                                                              | Nem érintette                                                         |                                                                                       |                                                                |
| ∫                                                              | 10                                                             | Őrmezői lakótelep (Neszmélyi út) 41E végállomás                | ∫                                                              | 0                                                              | Nem érintette                                                         | 41, 172                                                                               |                                                                |